# Anione

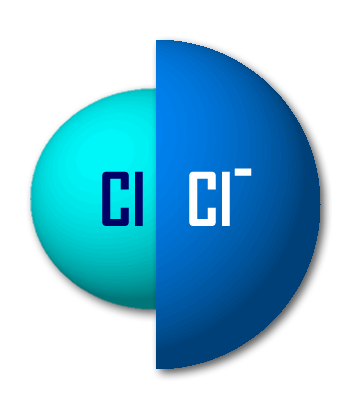
Confronto dimensionale fra un atomo di cloro e il suo anione monovalente

Un anione è una specie chimica (formata da uno o più atomi) che ha acquistato uno o più elettroni (i quali possiedono carica negativa), diventando quindi uno ione negativo.
Derivano il loro nome dal fatto che migrano all'anodo quando sottoposti ad azione di un campo elettrico.
A seconda della configurazione elettronica dell'atomo o della molecola e, a seconda del processo di ionizzazione subìto, si possono avere anioni con una o più cariche negative, e si dice che siano monovalenti, bivalenti, e in generale, polivalenti.
In generale gli anioni atomici hanno un raggio maggiore rispetto al corrispondente atomo neutro: questo è dovuto al fatto che l'aggiunta di un elettrone origina una maggiore repulsione tra gli elettroni presenti nel guscio più esterno e fa sì che questo si espanda nello spazio.

## Anioni non abeliani
Nel 2024 Ashvin Vishwanath (Professore di Fisica, Harvard University) ha scoperto un nuovo stato della materia chiamato "ordine topologico non abeliano" in relazione a queste particelle esotiche a metà strada tra bosone e fermione.